# Günther Simon (Mediziner)
Günther Simon (* 12. Juli 1921 in Kassel; † 15. Januar 2015 in Fulda) war ein deutscher Internist. Er war in seiner Praxis besonders in der Behandlung Suchtkranker und später von AIDS-Infizierten engagiert. Daneben war er vielfältig in Verbands-Vertretungen aktiv.

## Leben

### Beruf
Günther Simon hatte schon als Kind den Wunsch, Arzt zu werden. Nach dem Abitur wurde er zum Wehrdienst im Zweiten Weltkrieg eingezogen und war danach bis 1947 in sowjetischer Kriegsgefangenschaft. Während der Militärzeit hatte er ab 1941 sein Medizinstudium begonnen. An der Humboldt-Universität zu Berlin, der Albert-Ludwigs-Universität Freiburg, der Universität Straßburg, der Philipps-Universität Marburg und der Ruprecht-Karls-Universität Heidelberg studierte er, bis er 1950 in Heidelberg sein Staatsexamen bestand und promovierte. Bevor er 1953 an die Innere Abteilung des Klinikum Fulda wechselte, war er Assistenzarzt in Essen und Marburg. Von 1959 bis 1993 war er als niedergelassener Arzt in Fulda tätig. Ab 1969 bis 1979 war Simon Lehrer an der Kaufmännischen Berufsschule der Stadt Fulda. Simon war für sein unorthodoxes Denken und Handeln sowie für sein Integrations- und Organisationstalent bekannt. Als einer der ersten begann er 1967, seinen Schwerpunkt auf die Behandlung von Drogen- und Alkoholabhängigen zu legen. Seine Praxis war in Hessen die erste, die ein Gerät zur EKG-Erstellung anschaffte. Später war er der niedergelassene Arzt in Hessen, der die meisten an AIDS Erkrankten behandelte. 1993 übergab er die Praxis.

### Ehrenamt
1950 wurde er Mitglied im Marburger Bund. 1959 trat er in den Verband der niedergelassenen Ärzte Deutschlands ein und 1960 dem Hartmannbund und dem Berufsverband Deutscher Internisten bei. Von 1965 bis 1993 war er innerhalb der Kassenärztlichen Vereinigung Mitglied der Prüfungskommission beziehungsweise des Beschwerdeausschusses oder der Beschwerdekommission. Von 1971 bis 1987 war er Vorsitzender der Landesgruppe Hessen im Berufsverband Deutscher Internisten und von 1979 bis 1993 war er Leiter der Abrechnungsstelle Fulda der Kassenärztlichen Vereinigung.
Von 1972 bis 1991 war er alleiniger Organisator und Programmplaner der jährlichen Tagungen hessischer Internisten in Fulda. Zuletzt waren dort bis zu 2.400 Teilnehmer. Nach ihm leitete Professor Winfried Fassbinder die Tagungen.

### Familie
Günther Simon war verheiratet. Sein Sohn Jörg Simon leitet seit 1993 seine Praxis. Sein zweiter Sohn Frank ist Wirtschaftsethiker und leitet das Regionalforum Nordrhein-Westfalen im Deutschen Netzwerk Wirtschaftsethik.

## Ehrungen
- 1981: Ernst-von-Bergmann-Plakette[2]
- 1987: Bundesverdienstkreuz am Bande[2]
- 1987: Ehrenvorsitzender der Landesgruppe Hessen im Berufsverband Deutscher Internisten[3]
- 1988: Günther-Budelmann-Medaille[2]
- 1991: Ehrenplakette der Landesärztekammer Hessen[3]
- 1993: Herkules-Äskulap-Medaille der Kassenärztlichen Vereinigung Hessen, Bezirksstelle Kassel[3]

Der hessische Internistenverband stiftete den Dr. Günther-Simon-Nachwuchspreis.